# Viola montcaunica
Viola montcaunica Pau – gatunek roślin z rodziny fiołkowatych (Violaceae). Występuje naturalnie w północnej i środkowej części Hiszpanii. 

## Morfologia
PokrójBylina (czasami przybierająca formę krzewu) dorastająca do 20 cm wysokości, tworzy kłącza.
LiścieBlaszka liściowa ma kształt od owalnego do lancetowatego. Mierzy 12,5–12,5 cm długości oraz 1,5–1,5 cm szerokości, jest karbowana na brzegu, ma sercowatą nasadę i tępy wierzchołek. Ogonek liściowy jest nagi. Przylistki są pierzaste.
KwiatyPojedyncze, wyrastające z kątów pędów. Mają działki kielicha o lancetowatym kształcie i dorastające do 8–11 mm długości. Płatki są odwrotnie jajowate i mają fioletową barwę, dolny płatek jest odwrotnie jajowaty, mierzy 12-21 mm długości, z białymi plamkami, posiada obłą ostrogę o długości 4-9 mm.
OwoceTorebki mierzące 6-7 mm długości, o jajowatym kształcie.

## Biologia i ekologia
Rośnie na łąkach, skarpach i terenach skalistych. Występuje na wysokości od 1300 do 2300 m n.p.m.